# Sop 2
Sop 2 est une localité du Cameroun située dans la commune de Ndu et le département du Donga-Mantung.

## Population
Lors du recensement de 2005, on a dénombré 106 personnes : soit 62 femmes et 44 hommes.